# 土岐頼次
土岐 頼次（とき よりつぐ）は、安土桃山時代の武将、江戸時代初期の旗本。美濃国の守護大名土岐頼芸の次男。通称は二郎、小次郎、左馬助、左京亮。後に見松と号した。

## 略歴
家臣の斎藤利政（道三）の讒言によって、兄の頼栄（頼秀）が父・頼芸の勘気を受けて廃嫡されたため、嫡子となった。初名は頼師という。
父と共に初め川手城、次いで大桑城に移り、天文16年（1547年）に父が美濃国を追放された際に、まだ幼い頼次は京都に移住した。
道三と斎藤義龍の争いに際しては義龍側に属し、義龍より本領を安堵されている。
その後、大和国に赴いて多聞城の松永久秀を頼った。
天正15年（1587年）、豊臣秀吉に馬廻として仕え、河内国古市郡内に500石を与えられた。
慶長5年（1600年）、関ヶ原の戦いの後、徳川家康、秀忠に拝謁して本領を安堵された。
また、西軍の敗将として切腹した斎村政広から没収した獅子王の剣を、家康は土岐氏は源頼政の子孫であるという理由で頼次に与えた。
以後、旗本として仕えた。
慶長19年（1614年）11月10日、山城国伏見において死去、享年70。法号は南陽院殿見松宗之居士。